# Championnat d'Amérique du Sud féminin de volley-ball 1997
Navigation
Édition précédente Édition suivante
Le 22e championnat d'Amérique du Sud de volley-ball féminin s'est déroulé en 1997 à Lima, Pérou. Il a mis aux prises les quatre meilleures équipes continentales.

## Équipes présentes
- Argentine
- Brésil
- Pérou
- Venezuela

## Classement final
| Place              | Équipe    |
| ------------------ | --------- |
| Médaille d'or      | Brésil    |
| Médaille d'argent  | Pérou     |
| Médaille de bronze | Argentine |
| 4                  | Venezuela |